# Llimoniella scabridula
Llimoniella scabridula är en lavart som först beskrevs av Johannes Müller Argoviensis, och fick sitt nu gällande namn av Nav.-Ros. & Hafellner 1993. Llimoniella scabridula ingår i släktet Llimoniella, ordningen disksvampar, klassen Leotiomycetes, divisionen sporsäcksvampar och riket svampar.   Inga underarter finns listade i Catalogue of Life.
I den svenska databasen Dyntaxa används istället namnet Lecidea scabridula för samma taxon.  Arten är reproducerande i Sverige.